# Ibrahima Sonko
Ibrahim Sonko (Bignona, Senegal, 22 de enero de 1981) es un exfutbolista senegalés, aunque también posee pasaporte francés, que se desempeñaba como defensa. Se retiró al término de la temporada 2017-18.

## Clubes
| Club                   | País       | Año       |
| ---------------------- | ---------- | --------- |
| Grenoble Foot 38       | Francia    | 1999-2002 |
| Brentford FC           | Inglaterra | 2002-2004 |
| Reading FC             | Inglaterra | 2004-2008 |
| Stoke City FC          | Inglaterra | 2008-2011 |
| Hull City AFC (cedido) | Inglaterra | 2009-2010 |
| Portsmouth FC (cedido) | Inglaterra | 2010-2011 |
| Ipswich Town FC        | Inglaterra | 2011-2012 |
| Akhisar Belediyespor   | Turquía    | 2012-2015 |
| Harlow Town FC         | Inglaterra | 2015-2018 |

## Vida personal
Su primo es el también futbolista Bacary Sagna.